# 三陸沖地震

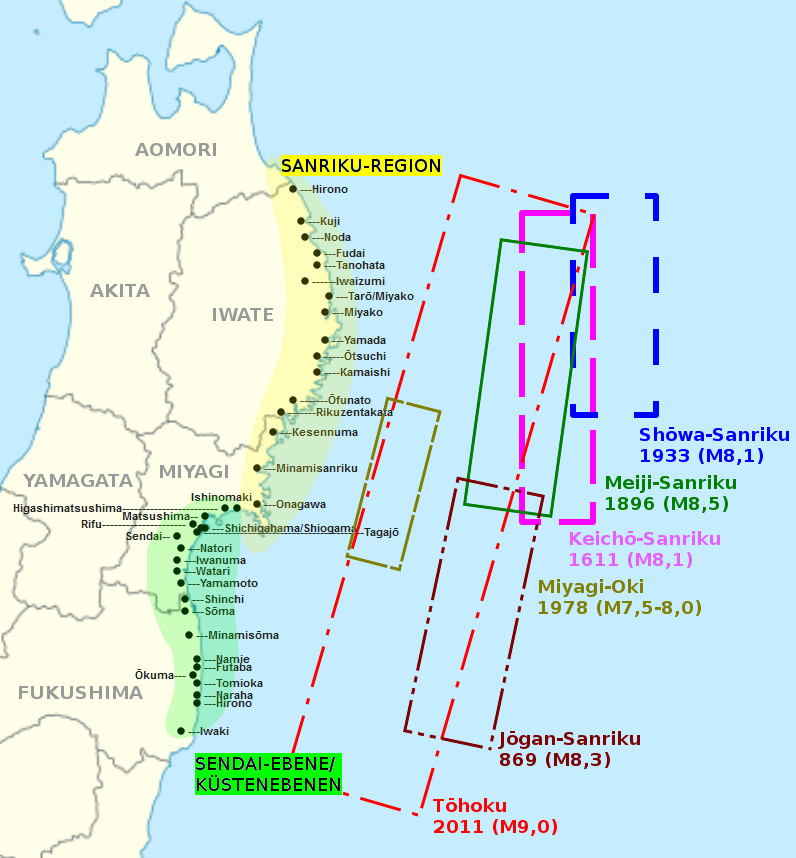
過去に三陸沖とその周辺海域で発生した主な大地震。

三陸沖地震（さんりくおきじしん）は、東北地方の三陸沖（太平洋）を震源として発生する地震の総称である。

## 概要
三陸沖地震は、東北地方太平洋沿岸（三陸海岸）の沖合いに位置する日本海溝における海溝型地震の中でも、特に遠方の海域で発生する地震である。
震源が海溝側付近にあるものと推定され、人が住む陸地までの距離があるため、陸上で観測される震度と地震に伴って発生する津波の大きさとの相関は低い。すなわち、観測された震度が小さくとも大きな津波が発生する場合がある。また、震源域における地震動自体が小さいにもかかわらず大きな津波となる津波地震が発生することもあり、明治三陸地震 (M8.2 - 8.5) のように地震波による直接の被害はほとんどないにもかかわらず、甚大な津波被害を引き起こしたケースがある。津波は太平洋沿岸各国に到達していることが観測されており、特に日本の三陸海岸一帯に激甚な被害をもたらすことが多い。
2011年3月11日には、三陸沖を震源としながら岩手県沖から茨城県沖まで広範囲の固有震源領域を巻き込んで大規模な連動型地震となった、東北地方太平洋沖地震 (Mw9.0) も発生している。この地震により三陸海岸を中心に北海道から関東地方にかけて大きな津波が発生。また、三陸沖を震源とする複数の余震も発生している。この地震発生を期に「三陸沖から房総沖にかけての地震活動の長期評価」は大幅に見直され、「東北の太平洋沿岸に巨大津波を伴うことが推定される地震」は、平均再来間隔が約600年と評価された。

## 名称

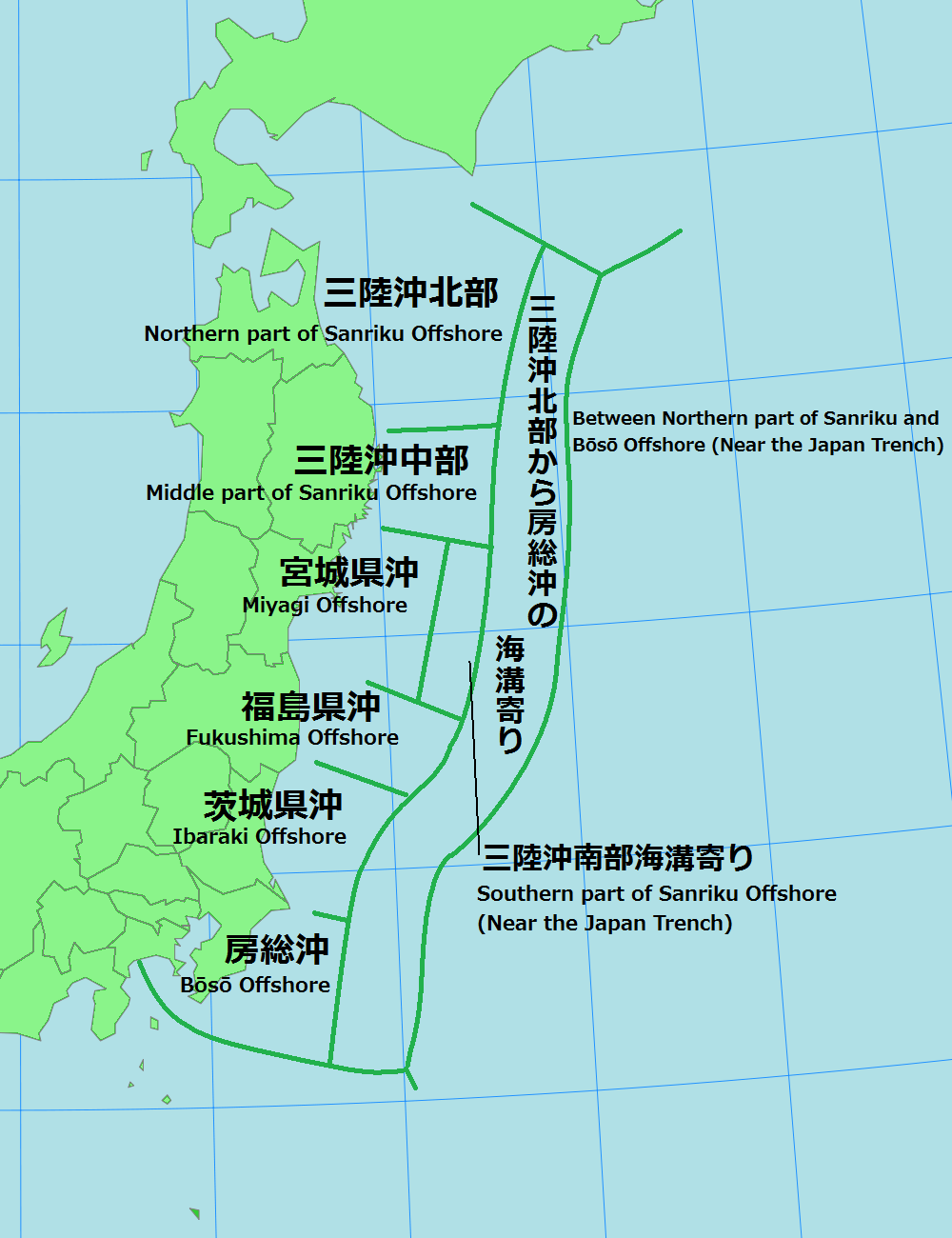
地震調査委員会による分類の地図。気象庁の震央地名の分類とは異なる。

地震情報に用いられる「三陸沖」は、気象庁の定める「震央地名」の一つであり、三陸海岸から日本海溝までの地域のうち日本列島に近い部分（青森県東方沖・岩手県沖・宮城県沖）を除いたおよそ東経143度以東の範囲である。
また、地震調査委員会は三陸海岸から日本海溝までの地域を「三陸沖北部」「三陸沖中部」「宮城県沖」「三陸沖南部海溝寄り」および「三陸沖北部から房総沖の海溝寄り」に分類している。
気象庁や地震調査委員会などの機関により「三陸沖」の範囲は多少異なるが、災害報道では便宜上それらの範囲を震源として発生した地震を「三陸沖地震」と通称することが多い。「三陸」という名称が存在しなかった時代における歴史上の地震についても、溯上して称することがある。
大きな被害を与えた地震では特に元号を冠して「明治三陸地震」「昭和三陸地震」のように呼ばれることがある。リアス式海岸である三陸海岸沿岸において巨大な津波により甚大な被害をもたらすことがあるため、その津波被害に焦点をあて、「三陸津波」「三陸地震津波」と呼ばれることもある。

## 発生要因
東北地方の三陸沖にある日本海溝では、東日本が乗っている北アメリカプレート（大陸プレート）に対して、西向きに移動する太平洋プレート（海洋プレート）が沈み込んでいる。三陸沖地震は、この沈み込みによるひずみが引き起こす海溝型地震である。
ただし、昭和三陸地震は日本海溝よりも外側の沈み込む前の太平洋プレートにおけるアウターライズ地震（海洋プレート内地震の一種）と考えられている。このタイプの地震では海溝型地震にも匹敵する巨大津波を発生させることがある一方で、震源が遠方の海域となることから地震の揺れ自体は小さくなる傾向にあるため、津波地震と同様に地震発生直後の避難が難しい側面もある。アウターライズ地震は東北地方太平洋沖地震の後にも余震として発生している。

## 主な地震
以下に三陸沖を震源域としてM7.4以上、死者数1名以上、津波の高さが2m以上のいずれかに該当する地震を記述する。なお、三陸沖北部で発生した「十勝沖地震」と称される地震、固有地震ではない地震も含まれる。また、前震や余震といった本震に付随する地震は除く。
これらの中で特に強大な津波を発生したと推定されているのは、貞観地震、慶長三陸地震および明治三陸地震であり、加えて東北地方太平洋沖地震もこれに該当する。また貞観地震と慶長三陸地震の間の742年間、巨大地震の確かな記録が確認されていないが、『奥南見聞録』には1088年6月4日（ユリウス暦）（寛治2年5月13日）に宮古で地震津波、『岩手県沿岸大海嘯取調所』によれば1257年10月2日（ユリウス暦）（正嘉元年8月23日）の鎌倉の地震と同日に三陸海岸で津波があったとされ、また、『王代記』には1454年12月12日（ユリウス暦）（享徳3年11月23日）の享徳地震では奥州に大津波があったことが記されている。ただしこれらは何れも詳細は不明である。記録が少ないことについては、過去に仙台平野に何度も津波が襲来しその度に歴史記録が消失したり途絶えた可能性が指摘されている。
三陸沿岸では犠牲者が繰り返し多数発生している。昭和三陸地震の際に地震学者の寺田寅彦は、「津浪に懲りて、はじめは高い処だけに住居を移していても、五年たち、十年たち、十五年二十年とたつ間には、やはりいつともなく低い処を求めて人口は移って行くであろう。そうして運命の一万数千日の終りの日が忍びやかに近づくのである。」と予言していた。
| 発生年月日                         | 名称                    | 規模                 | 最大震度    | 最大津波 (津波規模)  | 死者・行方不明者             | 備考 |
| ---------------------------------- | ----------------------- | -------------------- | ----------- | -------------------- | ---------------------------- | --- |
| 869年7月9日 （貞観11年5月26日）    | 貞観地震                | M8.3 - 8.6           |             | 10m以上。 30m? ( 4 ) | 死者約1,000人                | 震源域については、三陸沖ではなく現在の宮城県沖から福島県沖であったとする説、これらに加えて三陸沖も伴っていたとする説などがある。       |
| 1611年12月2日 （慶長16年10月28日） | 慶長三陸地震            | M8.1 - Mw8.5, Mw≥8.9 | 震度4-5程度 | 20m? 25mとも。 ( 4 ) | 死者2000 - 5000人            | 震害はなく、津波が内陸まで遡上していることから津波地震の可能性や、千島・カムチャツカ海溝での超巨大地震であった可能性が指摘されている。 |
| 1677年4月13日 （延宝5年）          | 延宝八戸沖地震          | M7.4 - 7.9           | 震度5程度   | 6.0m ( 2 )           |                              | 三陸沖北部の固有地震。延宝陸中地震とも。5ヶ月後には磐城-房総沖を震源、津波地震と推定される地震が発生。                                 |
| 1763年1月29日 （宝暦13年）         | 宝暦八戸沖地震          | M7.4 - 7.9           | 震度5程度   | 4.0 - 5.0m ( 2 )     |                              | 三陸沖北部の固有地震。 |
| 1793年2月17日 （寛政5年1月7日）    | 寛政地震 (宮城県沖地震) | M8.0 - 8.4           | 震度6程度   | 5 - 7m ( 2 )         | 死者約100人                  | 三陸沖南部海溝寄りで発生した地震が宮城県沖と連動。                                                                                     |
| 1856年8月23日 （安政3年7月23日）   | 安政八戸沖地震          | M7.5 - 7.7           | 震度5程度   | 5 - 7m ( 2 )         | 死者38人                     | 三陸沖北部の固有地震。 |
| 1896年6月15日 （明治29年）         | 明治三陸地震            | Ms 7.2 Mw 8.5 Mt 8.6 | 震度4       | 38.2m ( 4 )          | 死者・行方不明者21,959人     | 津波地震。 |
| 1897年8月5日 （明治30年）          |                         | M7.7                 | 震度4       | 3.0m ( 1 - 2 )       |                              | 三陸沖南部海溝寄りの地震。 |
| 1933年3月3日 （昭和8年）           | 昭和三陸地震            | Mjma 8.1-Mw 8.4      | 震度5       | 28.7m ( 3 )          | 死者1522人 行方不明者1542人  | 正断層型・アウターライズ地震。 |
| 1968年5月16日 （昭和43年）         | 十勝沖地震              | Mjma 7.9 Mw 8.2      | 震度5       | 6m ( 2 )             | 死者52人                     | 十勝沖地震となっているが、震源域は三陸沖北部の固有地震に該当する。                                                                     |
| 1994年12月28日 （平成6年）         | 三陸はるか沖地震        | Mjma 7.6 Mw 7.8      | 震度6       | 0.6m ( -1 )          | 死者3人                      | 三陸沖北部で発生したが、固有地震ではない。                                                                                             |
| 2011年3月11日 （平成23年）         | 東北地方太平洋沖地震    | Mjma 8.4 Mw 9.0      | 震度7       | 40.1m ( 4 )          | 死者・行方不明者1万5千人以上 | 三陸沖南部海溝寄りで発生した地震。3月9日にM7.3の前震、本震と同日の3月11日と7月10日にそれぞれM7.5とM7.3の余震が三陸沖で発生している。   |

## 三陸沖北部の空白域
超巨大地震の周期的な発生が指摘される千島海溝沿いの震源域（根室沖〜襟裳岬）と東北地方太平洋沖地震の震源域（陸中〜常磐沖）の中間部分にあたる下北〜陸中沖（日本海溝北端部にあたる下北半島沖〜三陸沖中部）でも、これまでにM9規模の超巨大地震が3,000年前、紀元前後、12〜13世紀のおよそ1,000〜1,200年間隔で発生してきたことが地質調査により推定されている。これは北海道根室市から宮城県気仙沼市までの計11地点における過去3,500年間の津波痕跡データの分析により、北海道〜東北地方の太平洋沖で巨大津波を発生させる可能性がある地震は3震源域に分類できるというもので、特に下北〜陸中沖は前回の発生からすでに800〜900年が経過する地震空白域となっているため最も切迫度が高いと考えられ、千島海溝沿いの巨大地震や東北地方太平洋沖地震の震源域が下北〜陸中沖まで拡大する可能性も考慮に入れられている。

## 関連作品
- 『三陸海岸大津波』 - 吉村昭による中編ドキュメンタリー。